# Alejandro Amenábar
Alejandro Fernando Amenábar Cantos, conegut com a Alejandro Amenábar (Santiago de Xile, 31 de març de 1972) és un director de cinema, actor, compositor, productor, i guionista, de mare espanyola i pare xilè.

## Biografia
Un any després del seu naixement, i a causa de la dictadura de Pinochet, els pares del director es van traslladar a Madrid, on va créixer i estudiar. El 1990 ingressà els estudis a la facultat de Ciències de la informació de la Universitat Complutense de Madrid (especialitat en imatge), que abandonà un any després decebut davant la poca "pràctica" que hi trobà.
La seva pel·lícula Agora, sobre la filòsofa Hipàcia d'Alexandria, va ser rodada a l'illa de Malta i es va estrenar el 2009. La primavera de 2014 rodarà la pel·lícula de terror Regression, que tindrà com a protagonista Ethan Hawke.
L'any 2019 estrena Mientras dure la guerra, una pel·lícula de 107 min. de duració ambientada en l'estiu de 1936, a primeries de la Guerra Civil Espanyola.
Al 2021 va dirigir La Fortuna, la seva primera sèrie de televisió, basada en la novel·la gràfica de Paco Roca i Guillermo Corral: El tesoro del cisne negro.
Entre els molts premis i nominacions, d'entre els quals destaquen diversos Premis Goya, una nominació al BAFTA, i una menció honorable al Festival de Cinema de Berlin, l'any 2005 guanyà un Oscar a la millor pel·lícula de parla no anglesa amb Mar adentro.
L'any 2004 va parlar obertament de la seva homosexualitat a les revistes Shangay i Zero.

## Filmografia
| Any  | Títol                      | Com      | Com       | Com        | Com       | Com   | Notes              |
| Any  | Títol                      | Director | Guionista | Compositor | Productor | Actor | Notes              |
| ---- | -------------------------- | -------- | --------- | ---------- | --------- | ----- | ------------------ |
| 1991 | La cabeza                  | Sí       | Sí        |            |           | Sí    | curtmetratge       |
| 1992 | Himenóptero                | Sí       | Sí        | Sí         |           | Sí    | curtmetratge       |
| 1994 | Luna                       | Sí       | Sí        | Sí         |           | Sí    | curtmetratge       |
| 1996 | Tesis                      | Sí       | Sí        | Sí         |           |       |                    |
| 1997 | Abre los ojos              | Sí       | Sí        | Sí         |           | Sí    | cameo              |
| 1999 | La lengua de las mariposas |          |           | Sí         |           |       |                    |
| 1999 | Nadie conoce a nadie       |          |           | Sí         |           |       |                    |
| 2001 | The Others                 | Sí       | Sí        | Sí         |           |       |                    |
| 2004 | Mar adentro                | Sí       | Sí        | Sí         | Sí        |       |                    |
| 2009 | Agora                      | Sí       | Sí        |            |           |       |                    |
| 2009 | Spanish Movie              |          |           |            |           | Sí    | cameo              |
| 2010 | El mal ajeno               |          |           |            | Sí        |       |                    |
| 2015 | Vale                       | Sí       | Sí        |            |           |       | curtmetratge       |
| 2015 | Regression                 | Sí       | Sí        |            | Sí        |       |                    |
| 2017 | Danielle                   | Sí       | Sí        |            |           |       | curtmetratge       |
| 2019 | Mientras dure la guerra    | Sí       | Sí        | Sí         | Sí        |       |                    |
| 2021 | La Fortuna                 | Sí       | Sí        |            |           |       | Sèrie de televisió |